# Timbres de la Libération
Les timbres de la Libération sont des timbres postaux français d'usage courant (types Pétain ou type Mercure avec légende « POSTES FRANÇAISES ») ou commémoratifs, porteurs de surcharges souvent artisanales symbolisant la libération du territoire national pendant l'été 1944.
Plusieurs centaines de ces émissions sont recensées mais certaines d'entre elles sont à caractère purement spéculatif ; c'est pourquoi, dès 1944, l'administration des Postes décide de n'en retenir arbitrairement que quinze comme « émissions officielles », à l'exclusion de toutes les autres.

## Contexte historique

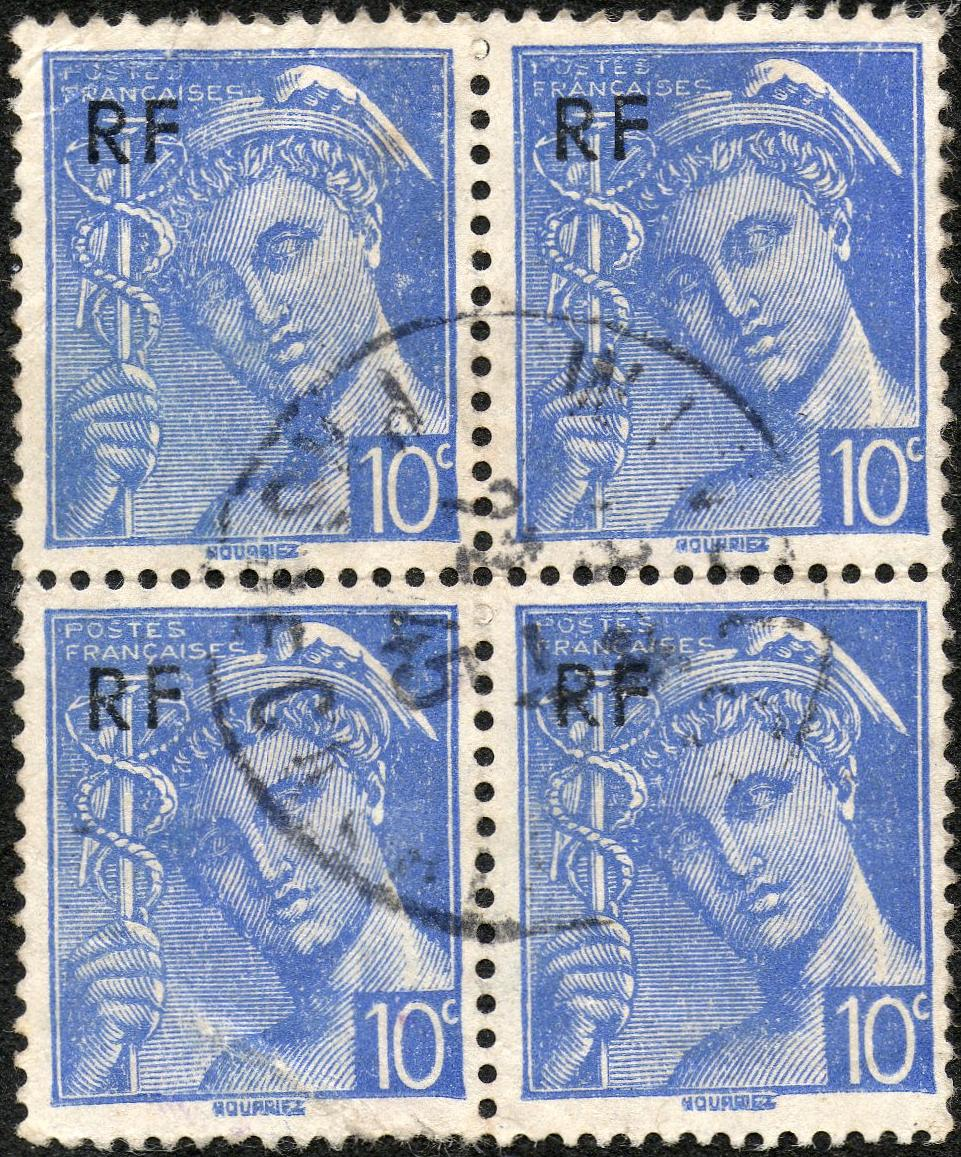
Mercure surchargé par l'atelier du timbre.

Le 7 août 1944, alors que de plus en plus de territoires française sont libérés, le gouvernement provisoire de la République française interdit l'utilisation des timbres à l'effigie de Philippe Pétain pour affranchir le courrier. Dans la pratique, cette mesure n'est pas applicable : les vignettes de remplacement manquent, même si le volume de courrier à traiter est faible en raison de la désorganisation des services postaux.
Pour résoudre ce problème, des autorités locales apposent, dans des imprimeries artisanales voire manuellement à l'aide d'un bloc de caoutchouc ou de bois gravé, des surcharges patriotiques sur les timbres Pétain, Mercure, des émissions commémoratives ou encore des timbres-taxe. Aucune directive n'encadre cette pratique à l'échelon national. Les initiatives sont locales (Commissaire de la République, direction départementale des postes, réseaux de Résistance) et l'autorisation écrite d'imprimer les surcharges est parfois suivie, dès le lendemain, d'un contrordre annulant l'opération. L'exemple est suivi par des particuliers ou des clubs philatéliques, au titre de souvenir personnel ou dans l'espoir de revendre les timbres ainsi surchargés. Plusieurs centaines de ces émissions sont ainsi recensées, en prenant en compte les différences de motif, de texte ou de typographie pour une même origine.
Les volumes des tirages, quand ils sont connus, vont de quelques dizaines à 30 000 exemplaires d'un même timbre, pour une durée d'utilisation de quelques jours à un mois, le temps que de nouveaux timbres soient disponibles.
Sur les timbres au type Mercure, ces surcharges éphémères ne doivent pas être confondues avec celle réalisée à plus grande échelle par l'atelier général du timbre à Paris en novembre 1944 et qui consiste en l'apposition des lettres « RF » dans l'angle supérieur gauche du timbre.

## Classement par l'administration des postes
Une décision administrative, rendue a posteriori en 1944 et qui ne peut être modifiée, contribue à établir une distinction entre les différentes émissions mais les spécialistes s'accordent pour reconnaître son caractère artificiel et ses choix arbitraires.
- les émissions officielles reconnues par les PTT ;
- les émissions semi-officielles non reconnues par les PTT ;
- les émissions diverses (patriotiques, commémoratives, privées).

Quelles que soient les réserves qui peuvent être faites sur cette répartition et le classement des émissions dans l'une ou l'autre des catégories, la décision de l'administration postale s’impose.

### Émissions officielles
Les émissions cotées dans les catalogues sont celles des quinze villes retenues par l'administration postale.
- Aigurande : croix de Lorraine sur types Pétain ; mise en vente le 17 août pendant près d'un mois[7] ;
- Bordeaux : plusieurs polices de caractères pour la mention « R. F. » sur types Pétain ; mise en vente le 2 septembre et retrait officiel le 4, mais la vente se poursuit[8],[9] ;
- Châlons-sur-Marne : mention « R. F. » sur 1,50 F Pétain ; émis le 30 août sur ordre du Commissaire de la République[8] ;
- Chambéry : mention « F.F.I SAVOIE » et nouvelle valeur sur types Armoiries, Pétain et commémoratifs ; émis le 7 septembre[8] ;
- Châtellerault : mention « RF » sur types Pétain ; mise en vente le 7 septembre[8] ;
- Cherbourg : sur types Pétain et commémoratifs ; autorisation du sous-préfet pour une mise en vente le 20 juillet[7] ;
- Decazeville : mention RF CLBH (Comité de Libération du bassin houiller) et dessin d'un fragment de frise sculptée, surcharge bleu sur types Pétain[8],[10] ;
- Lille : croix de Lorraine et mention « R. F. » sur 1,50 F Pétain[7] ;
- Loches : mention « R. F. » sur types Pétain ; mise en vente officielle le 8 septembre[11] ;
- Lyon : mention « R. F. » sur types Pétain, Mercure et Armoiries[8] ;
- Méasnes : croix de Lorraine et mention « LIBRE » dans un rectangle aux coins arrondis sur types Pétain ; mise en vente officielle le 17 août[7] ;
- Niort : mention « R. F. » en rouge sur types Pétain ; en vente du 11 au 13 septembre[12] ;
- Poitiers : mention « R. F. » sans encadrement (surcharge typographique) ou « R F » encadrée (surcharge manuelle) sur types Pétain[12] ;
- Pons (Charente-Maritime) : mention « R. F. » en typographie romaine ou italique sur types Pétain[9],[12] ;
- Tours : plusieurs polices de caractères pour la mention « R. F. » sur types Pétain, Mercure, commémoratifs et timbres-taxe ; mise en vente en septembre après une circulaire de la direction départementale des PTT datée du 1er septembre[8].

### Émissions semi-officielles
Bien que ces émissions n’aient pas été reconnues par l’administration postale, la plupart d’entre elles sont réalisées sous le contrôle de l’autorité locale et donnent lieu à la rédaction de procès-verbaux, d'attestations de magistrats ; les timbres sont mis en vente dans les bureaux de poste et les planches détruites après impression.
- Angoulême-l'Houmeau
- Annecy
- Annemasse
- Audierne
- Baccarat
- Badonviller
- Bellegarde (Ain)
- Bourgueil
- La Charité-sur-Loire
- Chouzé-sur-Loire
- Cinq-Mars-la-Pile
- Collonges-Fort-l'Écluse
- Curzay
- Delle
- Gex
- Courcelles-de-Touraine
- La Chapelle-sur-Loire
- Château-Renault
- Cholet
- Évreux
- Lignières-de-Touraine
- Montreuil-Bellay
- Mouthiers-sur-Boëme
- Orléans
- Paimbœuf
- Pernay
- Pornic
- Rochecorbon
- Les Rousses
- Paris-122
- Salins
- Sainte-Foy-la-Grande
- Saint-Nazaire
- Salon-de-Provence
- Saverne
- Thizy

### Émissions patriotiques, commémoratives ou privées
Ces émissions, relevant généralement d'initiatives privées, ne présentent pas de garantie quant aux intentions de leurs auteurs. Si l'objectif spéculatif est suspecté pour certaines, il est évident pour d'autres.
- Ahun
- Alençon
- Antibes
- Audincourt
- Autun
- Belfort
- Béziers
- Boulogne-Billancourt
- Bressuire
- Brest
- Breiz Unan (« Bretagne Unie » ou « seule »)
- Treich Breiz (« Bretagne victorieuse »)
- Breiz disgavret (« Bretagne délivrée »)
- Briançon
- Caen
- Calais
- Cannes
- Castres
- Casteljaloux
- Chamberaud
- Chénérailles
- Clermont-Ferrand
- Cluses
- Cognac
- Colmar
- Conflans-Sainte-Honorine
- Digne
- Douai
- Dunkerque
- Elbeuf
- Gap
- Grandvillars (Territoire de Belfort)
- Lorient
- Louhans
- Lublé
- Mamers
- Mansle
- Marseille
- Médis
- Metz
- Modane
- Montceau-les-Mines
- Montivilliers
- Montluçon
- Montluel
- Montpellier
- Morlaix
- Mornant
- Nanterre
- Nevers
- Neuilly-sur-Seine
- Nice
- Notre-Dame-d'Allençon
- Ouessant
- Paris (courrier FFI)
- Pontarlier
- Ponthierry
- Provence
- Provins
- Roanne
- La Rochelle
- La Roche-sur-Yon
- Romorantin
- Rouet
- Saint-Brieuc
- Saint-Dié-des-Vosges
- Saint-Laurent-du-Var
- Sault
- Saumur
- Sospel
- Soulac-sur-Mer
- Thonon-les-Bains
- Toulouse
- Tulle
- Vence
- Verdun
- Vesoul
- Vichy
- Vire
- Vouvray
- Île d’Yeu